# Brice Lalonde
Brice Lalonde (ur. 10 lutego 1946 w Neuilly-sur-Seine) – francuski polityk i ekolog, założyciel Pokolenia Ekologii, kandydat w wyborach prezydenckich, w latach 1991–1992 minister środowiska.

## Życiorys
Urodził się w rodzinie francuskiego przemysłowca. Ze strony matki, pochodzącej z rodziny Forbes, jest spokrewniony z amerykańskim politykiem Johnem Kerrym. Studiował prawo na Uniwersytecie Paryskim. W maju 1968 należał do przywódców protestów studenckich, kierował organizacją studencką UNEF na Sorbonie. Działał w lewicowym ugrupowaniu Parti socialiste unifié.
Zaangażował się w działalność proekologiczną. Współtworzył we Francji organizację Les Amis de la Terre, którą później kierował. Organizował różne protesty na rzecz ochrony środowiska i przeciwko energii atomowej. W 1974 polityk René Dumont powołał go na dyrektora swojej kampanii prezydenckiej. Założył stację radiową Radio Verte, a także zajął się publicystyką ekologiczną. W 1981 wystartował w wyborach prezydenckich jako kandydat ekologów. W pierwszej turze głosowania zajął 5. miejsce wśród 10 kandydatów z wynikiem 3,9% głosów.
W maju 1988 dołączył do gabinetu Michela Rocarda jako sekretarz stanu do spraw środowiska. W październiku 1990 rangę jego urzędu podniesiono do stanowiska ministra delegowanego (wiceministra) przy premierze. Od maja 1991 do kwietnia 1992 sprawował urząd ministra środowiska w rządzie Édith Cresson.
W 1992 założył nowe ugrupowanie pod nazwą Pokolenie Ekologii, którym kierował do 2002. Od połowy lat 90. przechodził na pozycje centrowe, współpracując z francuską centroprawicą (w tym Demokracją Liberalną Alaina Madelina). Był radnym Bretanii, a od 1995 do 2008 merem miejscowości Saint-Briac-sur-Mer. W 2002, po nieudanej próbie startu w wyborach prezydenckich, wycofał się z działalności politycznej. Pracował dla Organizacji Współpracy Gospodarczej i Rozwoju, w 2007 został powołany na ambasadora Francji odpowiedzialnego za negocjacje dotyczące zmian klimatu. W latach 2011–2012 z nominacji sekretarza generalnego ONZ był koordynatorem wykonawczym do spraw poświęconej zrównoważonemu rozwojowi konferencji Rio+20.
Żonaty z Patricią Lalonde.